# Холодов, Александр Сергеевич
Александр Сергеевич Холодов (11 октября 1941, Будённовск — 5 ноября 2017, Москва) — советский и российский учёный в области прикладной математики, организатор науки и педагог высшей школы. И. о. директора ИАП РАН (2009—2017). Член-корреспондент РАН (1997), академик РАН (2016), доктор физико-математических наук (1981). Профессор (1982), заведующий кафедрой вычислительной математики МФТИ (1987).

## Биография
Окончил среднюю школу № 2 в городе Будённовске (1958). Не сумев поступить в Московский авиационный институт (МАИ) сразу по окончании школы, 2 года отработал помощником машиниста на узкоколейке торфопредприятия, был рабочим леспромхоза, дератизатором противочумного отделения.
В 1960 году поступил в МФТИ на факультет аэрофизики и прикладной математики, по окончании МФТИ (1966), продолжил обучение в аспирантуре (1966—1969).
Кандидат физико-математических наук (1970). Доктор физико-математических наук (1981).
С 1969 года преподавал в МФТИ. Декан факультета управления и прикладной математики (1984—1987). Профессор (1985), зав. кафедрой вычислительной математики МФТИ с 1987 года.
С 1999 года работал в ИАП РАН, с 1999 по 2009 — заместитель директора по научной работе. С 2009 по 13 июля 2017 — и. о. директора.
Похоронен на Долгопрудненском кладбище в Москве.

## Научные интересы
Предложил (с К. М. Магомедовым, 1969) получивший широкое распространение сеточно-характеристический метод для решения многомерных нелинейных систем уравнений гиперболического типа.
Получил ряд основополагающих результатов по монотонным и близким к ним разностным схемам для систем гиперболических и параболических уравнений. Для систем уравнений гиперболического, параболического и эллиптического типов построил мажорантные схемы на неструктурированных (в том числе — хаотических) сетках, позволяющие получать монотонные численные решения в областях со сложной геометрией (в том числе многосвязных). Полученные результаты внедрены в ряде отраслевых НИИ и КБ (НПО им. С. А. Лавочкина, НПО «Энергия», НПО «Машиностроение», НПО «Астрофизика» и др.) при аэродинамическом проектировании летательных аппаратов различного назначения, анализе на прочность образцов новой техники, планировании крупномасштабных физических экспериментов.
Вёл исследования аэро- и газодинамики летательных аппаратов сложной геометрической формы при больших скоростях полёта, в том числе с учётом равновесных и неравновесных физико-химических процессов, переноса излучения, вдува паров разрушаемого теплозащитного покрытия, при больших углах атаки и др. Результаты этих работ нашли применение в практике аэродинамического проектирования спускаемых в атмосфере Земли, Венеры, Марса космических аппаратов: М-71, В-72, М-73, М-75, В-75, 5М, 4ВI и др., вошли в руководства для конструкторов по выбору аэродинамической формы, компоновок, анализу теплозащитных и прочностных свойств.
Получил ряд результатов при решении задач механики деформируемого твёрдого тела — высокоскоростного соударения тел с однородными и многослойными преградами, импульсное термическое нагружение элементов конструкций, сопряжённые задачи сверхзвукового обтекания деформируемых тел с учётом мощного энергетического воздействия и т. п. Полученные результаты использованы при проектировании образцов новой техники.
Совместно с ИОФ РАН и ИАЭ им. И. В. Курчатова выполнил численное моделирование процессов сжатия и нагрева оболочечных микромишеней с учётом начальных возмущений их формы, а также «конических» микромишеней. Работы проводились по программам лазерного и пучкового термоядерного синтеза. Полученные результаты использовались при планировании крупномасштабных физических экспериментов.
В работах 1990—2011 гг. рассмотрен ряд задач об эволюции естественных и антропогенных возмущений в нижней и верхней атмосфере Земли, распространение загрязнений в воздушной среде, водных акваториях, пористых грунтовых средах и др.
В 1985—1991 годах совместно с сотрудниками МНТК «Микрохирургия глаза» (С. Н. Фёдоров и др.) выполнен цикл работ по оптимизации режимов выполнения операций удаления катаракты глаза. Проводилась отработка соответствующего микрохирургического инструментария.
С 1996 года разрабатывал компьютерные модели и проводил численное моделирование волновых процессов в сложных ветвящихся системах (волновые и диффузионные процессы на графах): глобальные вычислительные модели кровообращения, внешнего дыхания с учётом взаимодействия кровеносной и дыхательной систем, а также смежные проблемы физиологии человека.
Разработал ряд других сетевых вычислительных моделей применительно к проблемам прохождения паводков и переноса загрязнений в разветвлённых речных бассейнах, потоков транспорта в мегаполисах, информационных потоков в компьютерных и телекоммуникационных сетях, динамического нагружения каркасных сооружений, интенсивных энергетических потоков в региональных электрических сетях.
С 2002 года совместно с ЦФТИ МО (г. Сергиев Посад) на основе 3D нестационарных уравнений магнитной газодинамики провёл математическое моделирование эволюции сильных возмущений плазмы в ионосфере Земли.

## Педагогическая деятельность
А. С. Холодов систематически читал курсы лекций, написал ряд учебных пособий, подготовил курс видеолекций, руководств НИР и дипломными работами студентов МФТИ, руководство аспирантами.
С 1971 года — руководитель многих НИР и выпускных работ специалистов, магистров, бакалавров и диссертационных работ. Из его учеников более 15 защитили кандидатские диссертации и 5 защитили докторские диссертации. Член Учёных советов МФТИ и ИАП РАН; диссертационных советов Д 002.017.01 при ВЦ РАН (г. Москва) и ДМ 212.346.01 при Российско-Армянском (Славянском) университете (г. Ереван).

## Членство в комиссиях и комитетах
Член Российского национального комитета по прикладной и индустриальной математике; член European Society of Biomechanics (ESB), член комиссии Отделения математических наук РАН по присуждению Премии РАН им. ак. М. А. Лаврентьева; член редколлегий журналов «Труды МФТИ», «Известия Калининградского государственного технического университета», «Физические основы приборостроения», Издательства МФТИ, серии «Физтеховский учебник» Издательства «Физматлит»; член программного комитета ежегодных научных конференций МФТИ (в 2010—2012 гг. руководитель 2-х её секций).

### Монографии
1. Белоцерковский О. М., Головачёв Ю. П., Грудницкий В. Г., Давыдов Ю. М., Душин В. К., Лунькин Ю. П., Магомедов К. М., Молодцов В. К., Толстых А. И., Фомин В. Н., Холодов А. С. Численное исследование современных задач газовой динамики. М: Наука, 1974. 397 с.
2. Магомедов К. М., Холодов А. С. Сеточно-характеристические численные методы. М.: Наука, 1988, 289с.
3. Новое в численном моделировании. Алгоритмы, вычислительные эксперименты, результаты. Под редакцией А. С. Холодова. М.: Наука, 2000. 228 с.
4. Компьютерные модели и прогресс медицины. Под редакцией О. М. Белоцерковского и А. С. Холодова. М.: Наука, 2001. 302 с.
5. Медицина в зеркале информатики. Под редакцией О. М. Белоцерковского и А. С. Холодова. М.; Наука, 2008. 300 с.
6. Ступицкий Е. Л., Холодов А. С. Физические исследования и математическое моделирование крупномасштабных геофизических экспериментов. Долгопрудный: Издательский дом Интеллект, 1918. 799 с.

### Избранные статьи
- Тормасов А. Г., Петров И. Б., Холодов А. С. Об использовании гибридизированных сеточно-характеристических схем для численного решения трёхмерных задач динамики деформируемого твёрдого тела // Журнал вычислительной математики и матем. физ. — 1990. — т. 30, № 8. — с. 1237—1244.
- Иванов В. Д., Петров И. Б., Тормасов А. Г., Холодов А. С., Пашутин Р. А. Сеточно-характеристический метод расчёта динамического деформирования на нерегулярных сетках // Матем. моделирование, 11:7 (1999), 118—127

### Авторские свидетельства на изобретения
- Фёдоров С. Н., Егорова Э. В., Холодов А. С., Марченкова Т. Е., Бубнов А. В. Способ экстракапсулярной экстракции катаракты. Авторское свидетельство на изобретение № 1454455 от 1.10.88 г.

### Учебные пособия и материалы для дистанционного обучения (видеолекции)
- Лобанов А. И., Евдокимов А. В., Холодов А.С. Разностные схемы для решения жёстких систем обыкновенных дифференциальных уравнений в пространстве неопределённых коэффициентов (учебное пособие по курсу «нелинейные вычислительные процессы»). Москва, изд-во МФТИ, 2001. 48 с.
- Иванов В. Д., Косарев В. И., Лобанов А. И., Петров И. Б., Пирогов В. Б., Рябенький В. С., Старожилова Т. К., Утюжников С. В., Холодов А. С. Лабораторный практикум «Основы вычислительной математики». М.: МЗ Пресс, 2003. 192 c.
- Холодов А. С. Современные проблемы вычислительной математики. Лекции по современным проблемам математики на 2-м курсе ФУПМ МФТИ, 2007 г. Видеолекция на сайте
- Холодов А. С. Видеолекции по курсу «нелинейные вычислительные процессы». 14 полуторачасовых видеолекций, прочитанных в 2007—2008 и 2008—2009 учебных годах. Интернет-сайты (с 2009 г.): , , ,
- Холодов А. С. Состояние и перспективы развития прикладного численного моделирования. Лекция на 1-й летней школе МФТИ по высокопроизводительным вычислениям. г. Долгопрудный, 19 августа 2009 г. Видеолекция на сайте ,
- Холодов А. С. Сетевые вычислительные модели и некоторые примеры их реализаций. Международная школа-конференция молодых учёных «Современные проблемы прикладной математики и информатики», Дубна, 22—28 августа, 2012 Презентация и Видеолекция на сайте: